# Борис Гулко
Борис Гулко (на немски: Boris Franzewitsch Gulko) е американски шахматист, международен гросмайстор от 1976 г. Към април 2008 г. има ЕЛО коефициент 2559. Женен е за шахматистката Анна Ахшарумова.

## Шахматна кариера
Гулко става международен майстор през 1975 г. Две години по-късно става шампион на Съветския съюз, заедно с Йосиф Дорфман. Скоро след това прави опит да напусне страната със семийството си, но безуспешно. Успява да го постигне през 1986 г. Емигрира в САЩ и започва да се състезава за тази страна. През 1994 и 1999 спечелва шампионата на Съединените щати. Това постижение го превръща в единствения шахматист двукратен шампион от двете първенства – съветското и американското.
Гулко е един от малкото шахматисти, които имат положителна статистика с Гари Каспаров. Двамата изиграват осем партии помежду си, като Гулко спечелва три и постига реми в други четири.

## Участия на шахматна олимпиада
Гулко записва десет участия на шахматна олимпиада. В тях той изиграва 80 партии, постигайки 21 победи и 46 равенства. Средната му успеваемост е 55 процента. На този шахматен форум се изправя и постига следните резултати срещу български шахматисти - Никола Пъдевски (1978, загуба), Веселин Топалов (1994, реми) и Атанас Колев (1998, победа). Има спечелени четири отборни медала - три сребърни и бронзов.
| Година | Организатор  | Отбор | Класиране (отборно) | Дъска         |
| 1978   | Буенос Айрес | СССР  | 2                   | Четвърта      |
| 1988   | Солун        | САЩ   | 4                   | Втора         |
| 1990   | Нови Сад     | САЩ   | 2                   | Втора         |
| 1992   | Манила       | САЩ   | 4                   | Първа резерва |
| 1994   | Москва       | САЩ   | 7                   | Първа         |
| 1996   | Ереван       | САЩ   | 3                   | Първа         |
| 1998   | Елиста       | САЩ   | 2                   | Четвърта      |
| 2000   | Истанбул     | САЩ   | 26                  | Втора         |
| 2002   | Блед         | САЩ   | 41                  | Трета         |
| 2004   | Калвия       | САЩ   | 4                   | Втора резерва |

## Участия на световни отборни първенства
Участва на три световни отборни първенства. Изиграва общо 16 партии, постигайки от тях 3 победи и 12 ремита. Успеваемостта му е 56,3 процента. Носител на бронзов индивидуален медал от първенството през 1993 г.
| Година | Организатор | Отбор | Класиране (отборно) | Дъска |
| 1993   | Люцерн      | САЩ   | 1                   | Трета |
| 1997   | Люцерн      | САЩ   | 2                   | Трета |
| 2005   | Беер Шева   | САЩ   | 5                   | Втора |